# Омеляненко, Роман Владимирович
Рома́н Влади́мирович Омеля́ненко (укр. Роман Володимирович Омеляненко, позывной — Рим) — украинский военнослужащий, старший солдат, участник российско-украинской войны. Герой Украины (2025).   

## Биография
Во время российского вторжения в Украину Роман Омеляненко служил в батальоне «Свобода» 4-й бригады оперативного назначения Национальной гвардии Украины. С 10 июля по 16 сентября 2024 года он, вместе с Владиславом Стоцким, Александром Хомяком и пятью военнослужащими батальона К-2 54-й отдельной механизированной бригады ВСУ, удерживал опорный пункт возле села Спорное Донецкой области, находясь в окружении. 16 сентября российские войска атаковали позицию с использованием танков, МТ-ЛБ и БМП. В ходе боя Александр Хомяк погиб, прикрыв собой вход в укрытие, где находились его товарищи, тем самым спасая их жизни. За период обороны украинские военнослужащие уничтожили десятки противников и шесть единиц бронетехники. После боя семеро бойцов смогли вырваться из окружения. За проявленное мужество и героизм Владиславу Стоцкому, Роману Омеляненко и Александру Хомяку было присвоено звание Героя Украины.

## Награды
- Звание «Герой Украины» с удостоением ордена «Золотая Звезда» (26 февраля 2025) — за личное мужество и героизм, проявленные в защите государственного суверенитета и территориальной целостности Украины, верность военной присяге[4].